# Cyrille Guimard
Cyrille Guimard (* Bouguenais, 20 de janeiro de 1947). Foi um ciclista francês, profissional entre 1968 e 1976, que depois da sua retirada seguiu vinculado ao ciclismo como diretor desportivo de várias equipas ciclistas. Na atualidade dirige a equipa Roubaix Lille Métropole.

## Ciclista
Como ciclista profissional seus maiores sucessos desportivos os conseguiu no Tour de France onde além de conseguir 7 vitórias de etapa em suas diferentes participações conseguiria a classificação de combatividade e liderar a prova durante oito dias na edição de 1972.
Na Volta a Espanha conseguiria 2 vitórias de etapa, a classificação por pontos e da combinada na edição de 1971.

## Diretor desportivo
Depois da sua retirada como ciclista profissional, em 1976, iniciou a sua carreira como diretor desportivo dirigindo sucessivamente ao Gitane-Campagnolo, ao Renault-Gitane, ao Système U, a Castorama e a Cofidis. Nestas equipas teria debaixo as suas ordens ciclistas da talha de Lucien Van Impe, Bernard Hinault, Laurent Fignon, Greg Lemond, Charly Mottet, Marc Madiot e Lance Armstrong com os que conseguiria 7 Tours de France. Hoje em dia dirige à modesta equipa francesa Roubaix Lille Métropole.

## Palmarés

### Pista
- 1969
  - 2.º no Campeonato da França de omnium

- 1970
  - Campeão da França de Velocidade

- 1972
  - Seis dias de Grenoble com Alain Van Lancker

### Ciclocross
- 1976
  - Campeonato da França de Ciclocross

### Estrada
| - 1966 - 1 etapa da Estrada de France - 1967 - 3 etapas do Tour de l'Avenir - 1968 - Génova-Nice - 1 etapa da Paris-Luxemburgo - 1969 - 2 etapas do Grande Prêmio de Midi Livre - Génova-Niza - 1970 - 1 etapa no Tour de France e a classificação dos sprints intermediários - 2.º no Campeonato da França de Ciclismo em Estrada - Grande Prêmio de Antibes - 1 etapa do Tour d'Indre-et-Loire - 1971 - 2 etapas na Volta a Espanha, mais classificação por pontos , classificação da combinada e Classificação das metas volantes - 1 etapa da Volta ao País Basco - 3.º no Campeonato Mundial em Estrada - 3.º no Campeonato da França de Ciclismo em Estrada - 1972 - Grande Prêmio de Midi Livre, mais 2 etapas - 4 etapas no Tour de France, mais classificação da combatividade - 3.º no Campeonato Mundial em Estrada - Paris-Bourges - Tour de l'Oise, mais 1 etapa - 1 etapa da Semana Catalã - 1 etapa da Dauphiné Libéré - 1 etapa do Volta ao Luxemburgo - 2 etapas do Tour d'Indre-et-Loire | - 1973 - 1 etapa no Tour de France - 1 etapa da Dauphiné Libéré - 1 etapa do Tour d'Indre-et-Loire - 1974 - 1 etapa no Tour de France - 1 etapa na Paris-Nice - 1 etapa do Étoile des Espoirs - 1 etapa do Tour de l'Aude - 1 etapa do Étoile de Bessèges - 1975 - 1 etapa do Étoile de Bessèges - 1 etapa do Tour do Mediterrâneo - Grande Prêmio de Plouay |

## Resultados nas grandes voltas
| Corrida         | 1970 | 1971 | 1972 | 1973 | 1974 |
| --------------- | ---- | ---- | ---- | ---- | ---- |
| Giro d'Italia   | -    | -    | -    | -    | -    |
| Tour de France  | 62.º | 7.º  | Ab.  | Ab.- | Ab.  |
| Volta a Espanha | -    | 12.º | -    | -    | -    |